# Akassato
Akassato est un arrondissement de la commune d'Abomey-Calavi, localisé dans le département de l'Atlantique.

## Population et société

### Démographie
Selon le recensement général de la population et de l'Habitation(RGPH4) de l'Institut national de la statistique et de l'analyse économique(INSAE) au Bénin en 2013, la population de Akassato compte 61262.
| Indicateur           | 2013  |
| -------------------- | ----- |
| Nombre de ménages    | 12868 |
| Population féminine  | 1678  |
| Population masculine | 29968 |
| Population totale    | 31294 |

## Enseignement
- Lycée technique d'amitié sino-béninoise d'Akassato
- Lycée Technique et Professionnel d'Economie Familiale et Sociale d'Akassato.

### Galerie de photos

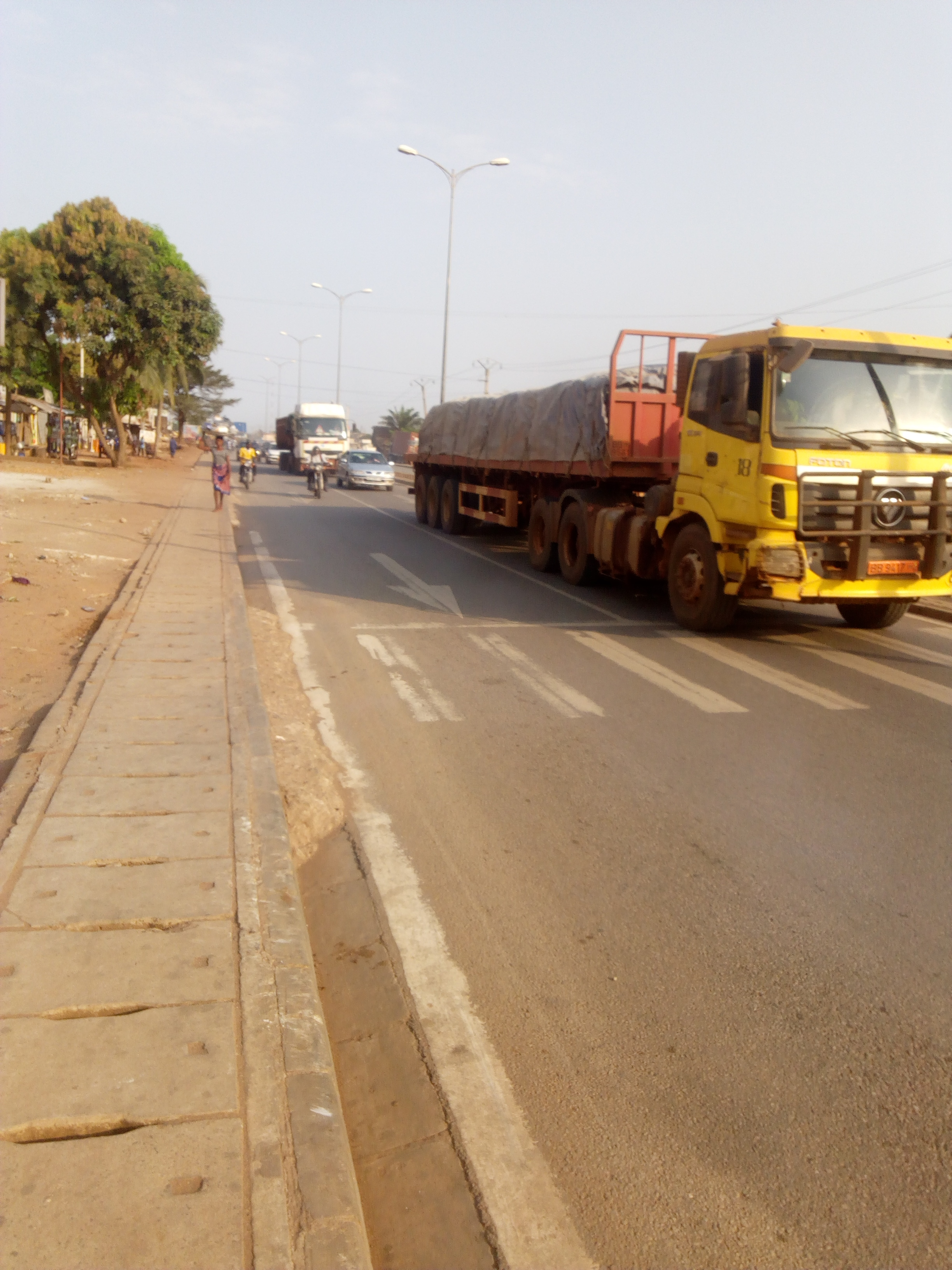
La voie inter-état qui passe par l'agglomération.
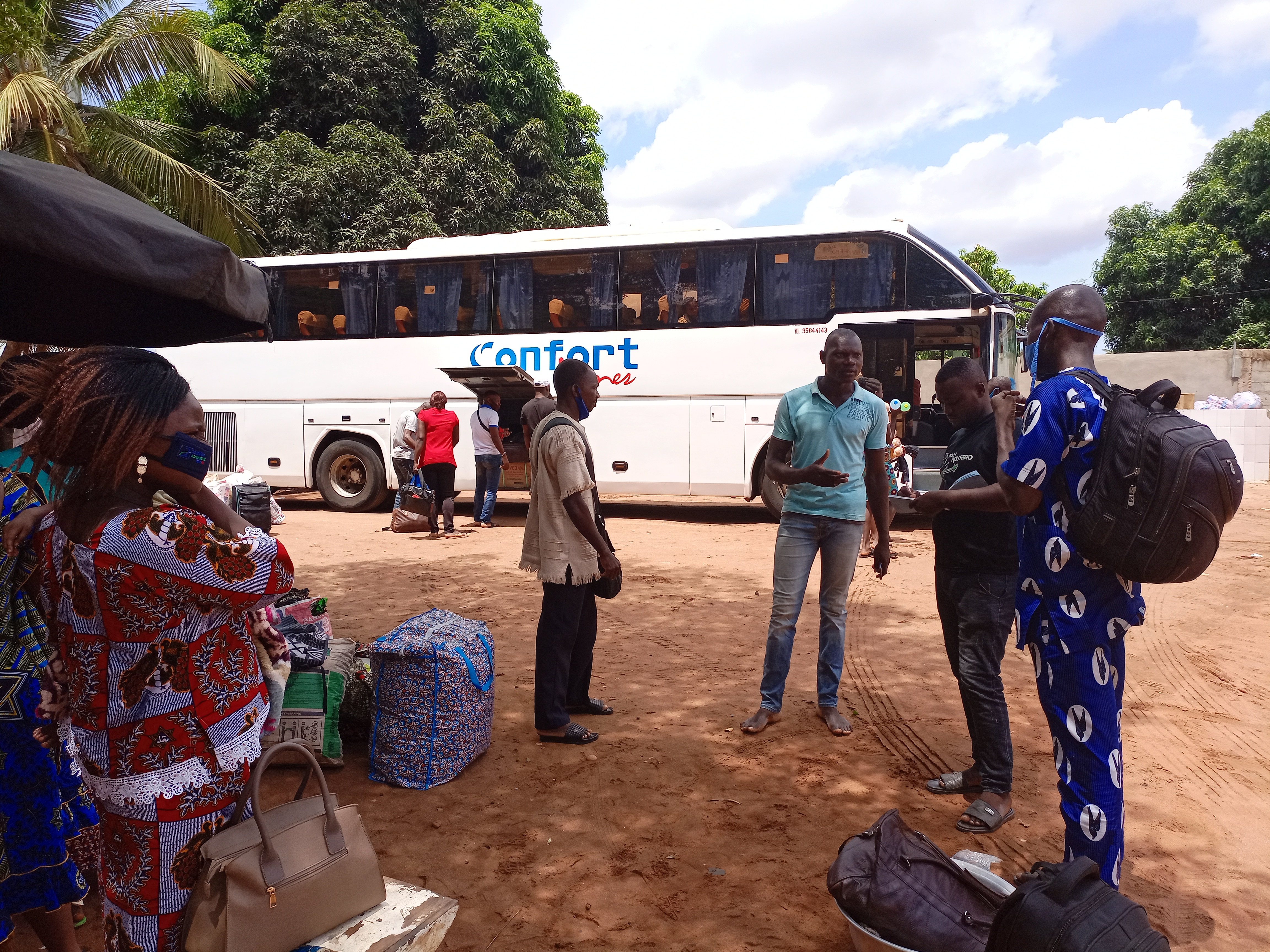
Gare routière d'Akassato.
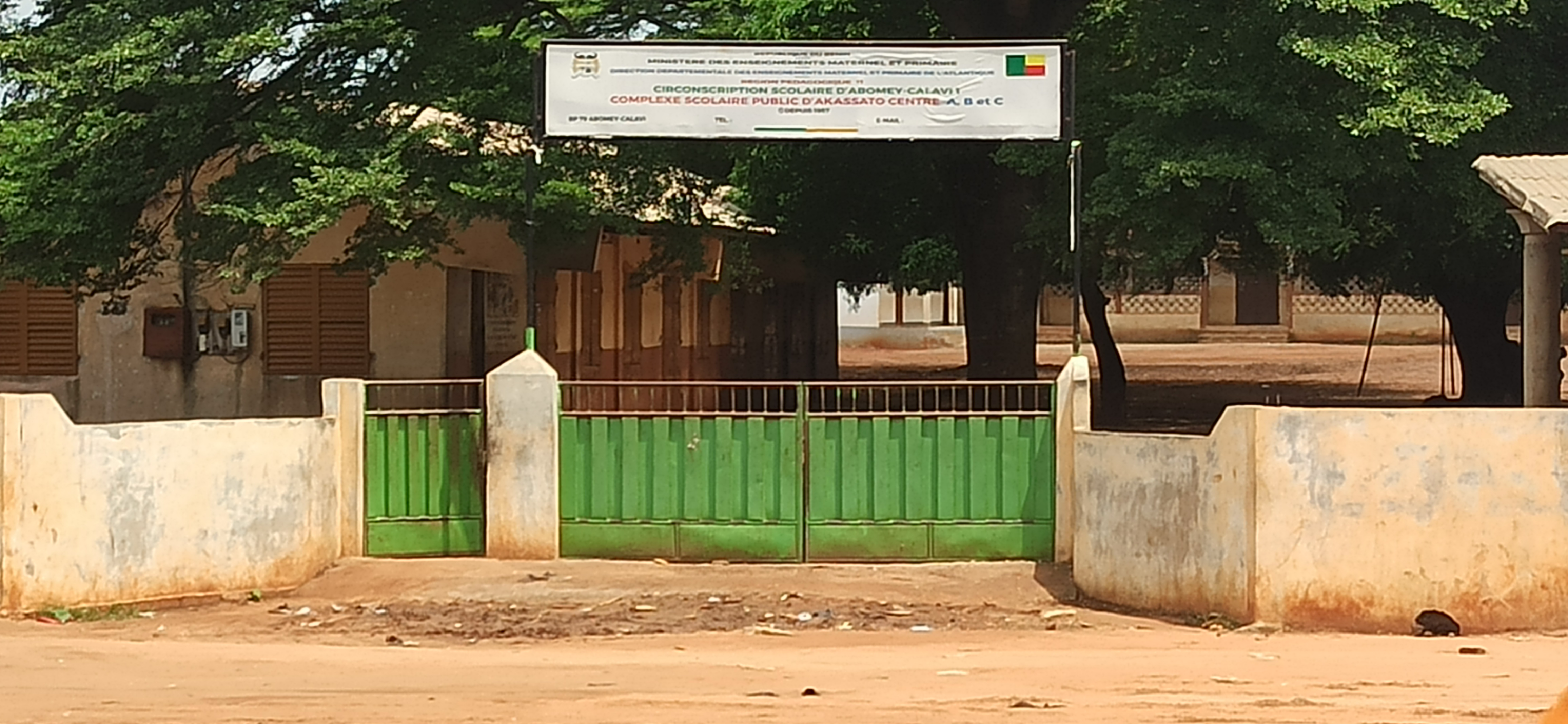
Complexe scolaire public d'Akassato.
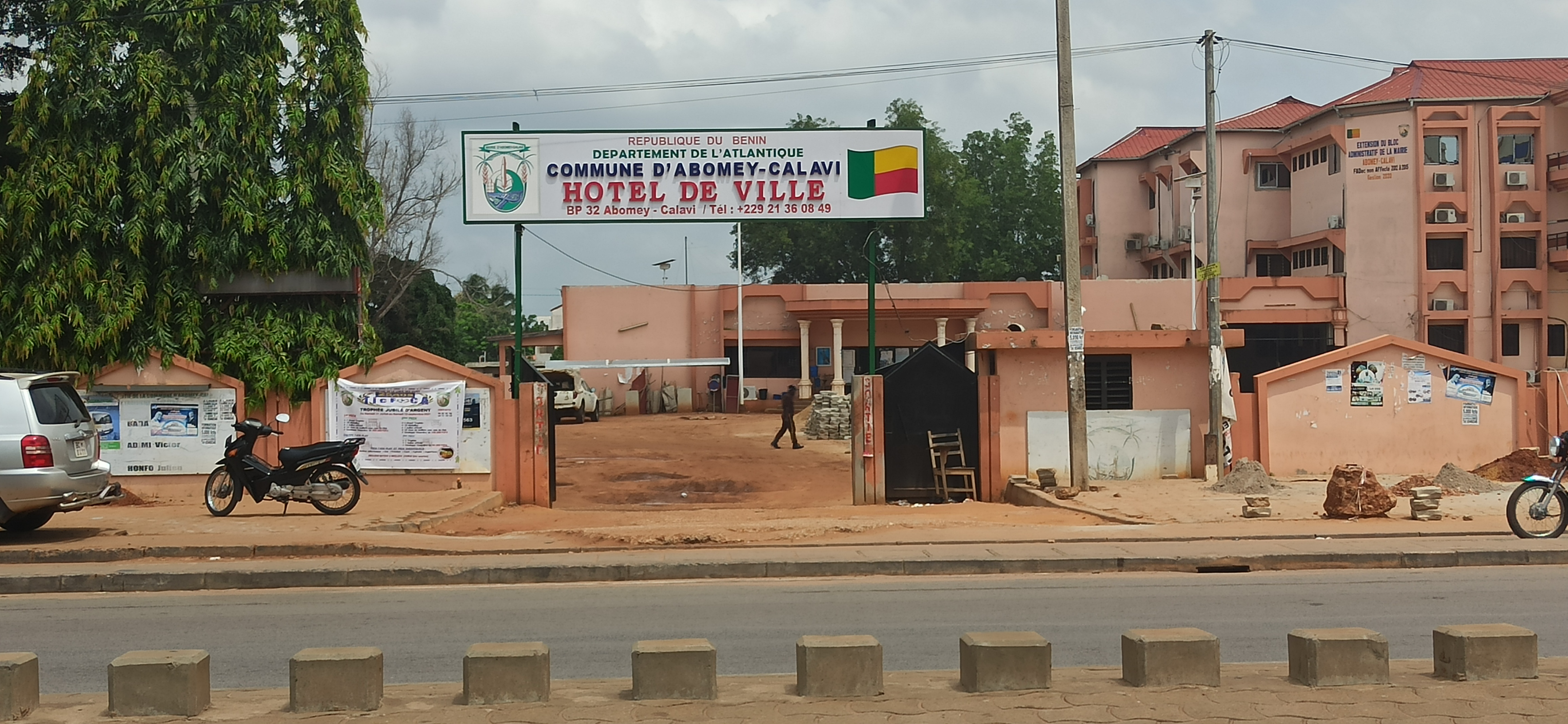
Mairie d'Abomey-Calavi.